# Michael Clyne

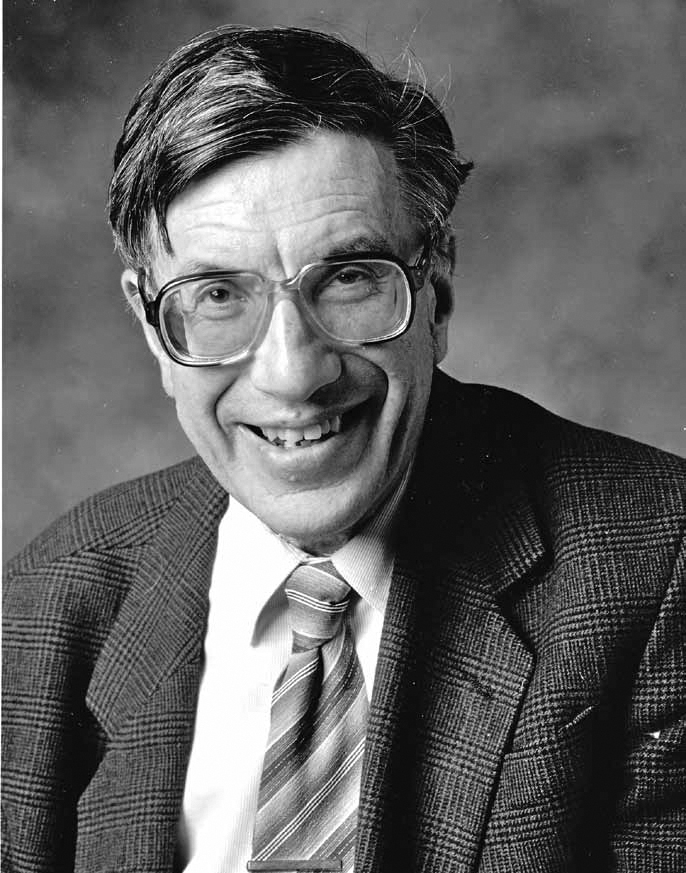
Michael G. Clyne

Michael George Clyne AM (* 12. Oktober 1939; † 29. Oktober 2010) war ein australischer Germanist und Sprachwissenschaftler, der im deutschsprachigen Bereich hauptsächlich für seine Forschungen zu plurizentrischen Sprachen und der Plurizentrik des Deutschen bekannt ist. Er entstammt einer altösterreichischen jüdischen Familie, den Kleins, die vor den Nationalsozialisten flüchtete und sich schließlich in Australien niederließ, wo Clyne geboren wurde.

## Rezeption im deutschsprachigen Raum
Clyne arbeitete zu den Themen Zweitspracherwerb, Mehrsprachigkeit, Sprachkontakt und interkulturelle Kommunikation. In der Germanistik wurde er vor allem durch sein 1984 erschienenes Buch Language and Society in the German-speaking Countries bekannt, in dem er den Begriff der Plurizentrik konzeptualisierte und damit die Entwicklung mehrerer Standardvarietäten aus ursprünglich oft nur einer Form beschrieb und theoretisch modellierte. Eine Neubearbeitung des Buchs aus dem Jahr 1995 berücksichtigte die Entwicklungen in der Europäischen Union. Jüngere österreichische Sprachwissenschafter wie Rudolf Muhr, Ruth Wodak, Richard Schrodt und Rudolf de Cillia griffen Clynes Arbeiten auf und erforschten auf ihrer Grundlage ab der Mitte der 1980er-Jahre das österreichische Deutsch als eigenständige Standardvarietät des Deutschen. In der Bundesrepublik Deutschland griff Ulrich Ammon Clynes Ansätze auf und baute die Theorie des Deutschen als plurizentrischer Sprache weiter aus.

## Veröffentlichungen (Auswahl)
Clyne veröffentlichte insgesamt 28 Bücher und über 300 Artikel und Buchkapitel. Zu den von ihm verfassten Monographien zählen:
- Language and Society in the German-speaking Countries (CUP, 1984)
- The German Language in a Changing Europe (CUP, 1995)
- Community Languages The Australian experience (CUP 1991)
- Pluricentric Languages (ed. Mouton de Gruyter, 1992)
- Inter-Cultural Communication at Work (CUP, 1994)
- Undoing and Redoing Corpus Planning (ed, Mouton de Gruyter, 1997)
- Dynamics of Language Contact (CUP 2003)
- Australia’s Language Potential (University of New South Wales Press, 2005).

## Auszeichnungen
- 1993 Member des Order of Australia In Anerkennung der Verdienste um das Bildungswesen, insbesondere auf dem Gebiet der Linguistik[4]
- 2001 Centenary Medal für Verdienste um die australische Gesellschaft und die Geisteswissenschaften in den Bereichen Linguistik und Philologie[5]